# 瀬山士郎
瀬山 士郎（せやま しろう、1946年1月 - ）は、日本の数学者・教育学者。群馬大学名誉教授。放送大学群馬学習センター講師。専門は、位相幾何学・数学教育学。

## 来歴・人物
- 1946年1月、群馬県生まれ
- 1968年3月、東京教育大学理学部数学科卒
- 1970年3月、東京教育大学大学院理学研究科数学専修修了
- 1970年4月、群馬大学教育学部講師
- 1987年4月、群馬大学教育学部助教授
- 1996年4月、群馬大学教育学部教授
- 2011年3月、群馬大学を定年退職

## 著書・論文

### 著書
- 『トポロジー: 柔らかい幾何学』（日本評論社、1988年）
- 『はじめての現代数学』（講談社、1988年、のちハヤカワ文庫NF）
- 『小学校幾何教育の最前線』（明治図書、1989年）
- 『トポロジーループと折れ線の幾何学』（朝倉書店、1989年）
- 『数学の目・算数のすがた』（日本評論社、1993年）
- 『幾何物語』（ほるぷ出版、1993年）
- 『ぼくの算数絵日記』（福音館書店、1994年）
- 『数をつくる旅五日間』（遊星社、1996年）
- 『トポロジー万華鏡Ⅰ』（朝倉書店、1996年）
- 『数学者シャーロック・ホームズ』（日本評論社、1996年）
- 『基礎の数学 線形代数と微積分』（朝倉書店、1997年）
- 『数学英和小事典』（講談社、1999年）
- 『幾何学再発見』（日本評論社、2005年）
- 『この数学書がおもしろい』（数学書房、2006年）
- 『形と曲面のひみつ 考え方の練習帳』（さ・え・ら書房）
- 『数学と算数の遠近法』(日本評論社、のちハヤカワ文庫NF)
- 『数学は楽しいパート2』(日経サイエンス)
- 『不可能を証明する』(青土社)
- 『数のひみつ 考え方の練習帳』(さ・え・ら書房)
- 『数学は楽しい』(日経サイエンス)
- 『はじめてのトポロジー つながり方の幾何学』(PHPサイエンス・ワールド新書)
- 『これでなっとく！数学入門』(ソフトバンククリエイティブ)
- 『面積のひみつ 考え方の練習帳』(さ・え・ら書房)
- 『読む数学 数列と級数がわかる』(ベレ出版)
- 『つきあってみると、数学！』(日本評論社)
- 『点と線のひみつ 考え方の練習帳』(さ・え・ら書房)
- 『読む数学 通読できる数学用語事典』(ベレ出版)
- 『無限と連続の数学 微分積分学の基礎理論』(東京図書)
- 『計算のひみつ 考え方の練習帳』(さ・え・ら書房)
- 『ゼロから学ぶ数学の4・5・6 正比例から線形代数まで』(講談社)
- 『トポロジー：柔らかい幾何学』(日本評論社)
- 『ゼロから学ぶ数学の1・2・3 算数から微分積分まで』(講談社)
- 『ぐにゃぐにゃ世界の冒険』(福音館書店)
- 『なっとくする集合・位相』(講談社)

## 所属学会
- 日本数学会
- 数学教育協議会